# Aniquilación (Jeff VanderMeer)
Aniquilación (título original en inglés: Annihilation) es una novela de fantasía oscura y ciencia ficción escrita por Jeff VanderMeer y publicada en 2014. Fue publicada en español por la editorial Destino el mismo año. Es la primera parte de la trilogía Southern Reach, seguida de Autoridad. 
Una película basada en la novela, protagonizada por Natalie Portman, fue estrenada por Paramount Pictures el 23 de febrero de 2018.

## Argumento
VanderMeer ambienta su novela en un futuro indeterminado donde relata, en primera persona, lo que le ocurre a la protagonista, una bióloga con nombre desconocido, que forma parte de un grupo de cinco científicas formado por una antropóloga, una topógrafa, la líder una psicóloga, y ella misma. Se trata de la Expedición Número 12 que la agencia Southern Reach envía a una peligrosa y gran zona, sellada con muros de contención, protegida y deshabitada conocida como Área X, donde la naturaleza se ha desbordado y, a la vez, donde no se aplican las leyes de la física como en el resto de la Tierra. Todas las demás expediciones han vuelto sin resultados fructuosos. Sin embargo, sí han vuelto con un estado físico y psicológico muy alterado, como si no fueran los mismos.
En la novela, la rareza de Área X empieza con el descubrimiento de lo que, desde el punto de vista de la bióloga, es una torre, y desde el punto de vista del resto, un túnel. Los mapas no mencionan nada así y, cuando investigan la anomalía, encuentran una escritura en las paredes creada por la organización de hongos y microorganismos desconocidos. La bióloga se contamina con las esporas por accidente, y más tarde este suceso le deja resistir la hipnosis que la psicóloga usa para controlar al grupo. 
La novela fue concebida como parte de una trilogía, llamada Southern Reach, por lo que la mayor parte de tramas principales y misterios planteados por VanderMeer no se resuelven hasta el segundo, Autoridad y tercer libro, Aceptación. 
De la mano del director Alex Garland, se hizo una adaptación cinematográfica protagonizada por Natalie Portman que llevaría el mismo nombre: Aniquilación (2018).

## Recepción
La primera parte de VanderMeer de su trilogía, fue bien recibida por la crítica, calificándola como «exitosamente espeluznante, una novela de horror gótico de estilo antiguo ambientada en un futuro no muy lejano» por el Washington Post,  También ganó varios premios, siendo el premio Nébula el más destacado.
Nominaciones y premios destacados:
- 2014: Premio Nébula a la mejor novela, ganado.
- 2014: Premio Shirley Jackson, ganado.

## Ediciones
Tanto en España como en América Latina, se comercializó la versión original, Annihilation, y en algunos países, a posteriori, también se ha comercializado una traducción a cargo de Isabel Margelí para Editorial Destino, tanto con versiones de tapa rústica y digitales. Esta versión, además de poseer una portada diferente, también se aumenta el número de páginas, pasando de las 208 originales a las 240. También existe una edición que incluye las tres novelas en un solo libro con el título Area X: The Southern Reach Trilogy.